# Sunlight, Nyköping

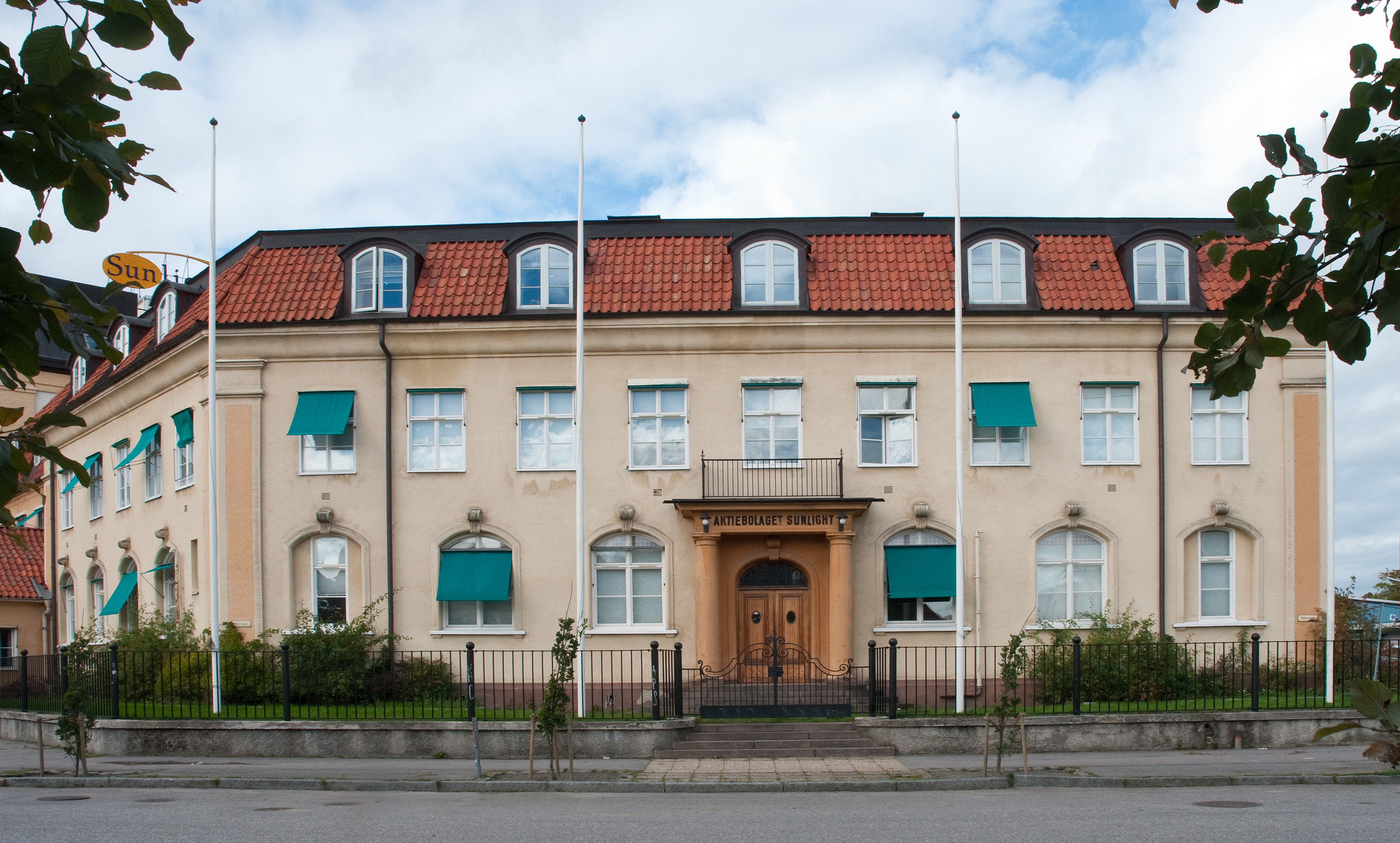
Byggnaden år 2010.

Sunlight var ett företag i Nyköping som tillverkade och marknadsförde tvål och tvättmedel under tiden 1925–1992.

## Historia

### Från Port Sunlight till Sunlight Nyköping

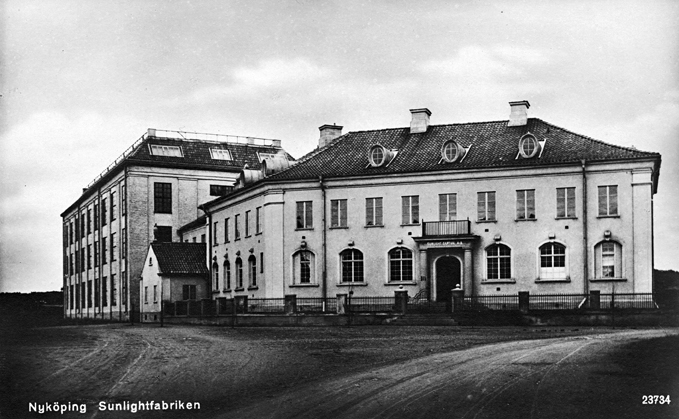
Sunlights fabrik i Nyköping på 1930-talet.

Det engelska företaget Lever Brothers var företaget som startade och skötte tillverkningen av tvål och tvättmedel i Nyköping. Företaget bildades av bröderna William och James Lever. William Hesketh Lever, född den 19 september 1851 i Bolton, var den av bröderna som styrde företaget. När han var 16 år började han arbeta i sin fars detaljhandel. Här kom William på sin affärsidé, att tillverka tvål, den idén skulle göra honom till en av de mest framgångsrika företagsledarna.
Namnet "Sunlight" fick William från en patentbyrå i Liverpool. Med en genomtänkt designad förpackning, hade han nu grunden för en massvis marknadsföring. Lever Brothers startade tvålproduktionen år 1885, och på endast två år blev Sunlight världens mest sålda tvål. Bergman & Bergstrand började i slutet av 1800-talet att importera Lever Brothers produkter till Sverige. Fram till 1911 fungerade de som en generalagent av Lever Brothers produkter. Därefter startade Lever Brothers ett eget bolag i Sverige med namnet Aktiebolaget Bröderna Levers och öppnade kontor i Stockholm och Göteborg. I samband med fabriksetableringen 1925 ändrades namnet till Sunlight AB.
År 1924 flyttade Sunlight sitt Sverigekontor från Kronhusgatan 16 i Göteborg till Nytorgsgatan 7 i Nyköping. Den 19 februari 1925 startade tillverkningen. De första produkterna utgjordes av Sunlight tvättvål, Lux tvålflingor, Rinso tvålpulver, Vim skurpulver och Lobol tvålspån. Fabriksbyggnaden byggdes av Skandinaviska Kullagerfabrik AB åren 1917–1918, fastigheten ägdes av Ingemar Widebäck och hans hustru. År 1923 förvärvades fastigheten av Nordtekniska Fabriks AB för 480 000 kronor. Under några år hyrdes fabriksfastigheten till Sunlight AB.

### Sunlight i Nyköping
Sunlight har från start kunnat räknas till ett av de största företagen i Nyköping. Företaget har haft stor betydelse för kommunen på flera sätt. I början av 1970-talet var Sunlight det största företaget med nästan 700 anställda och så sent som 1975 var det, enbart i Nyköpings-anläggningen, 550 personer. Sunlight var tidiga med sociala förmåner för sina anställda. Sunlight hade gott rykte om sig i staden som en rättvis och framåtsträvande arbetsplats. Företaget erbjöd bland annat sina anställda: guldklocka vid 15 års anställning, julbonus i form av en extra månadslön, presenter vid flera olika tillfällen och en stor årsfest i Norrköping för de anställda och deras respektive makar. Enligt dåvarande landshövding (1980–1990) Bengt Gustavsson var Sunlight ett “socialt medvetet företag som hjälpt till med en nödvändig industrialisering i vårt land.” Under 1980-talet passerade Saab och Asea-företaget Cewe Sunlight i antal anställda. I och med ny teknologi inom tillverkning och datorer inom administration blev människor mer och mer överflödiga.

### Från fett till tvål (mitten av 1920-talet)

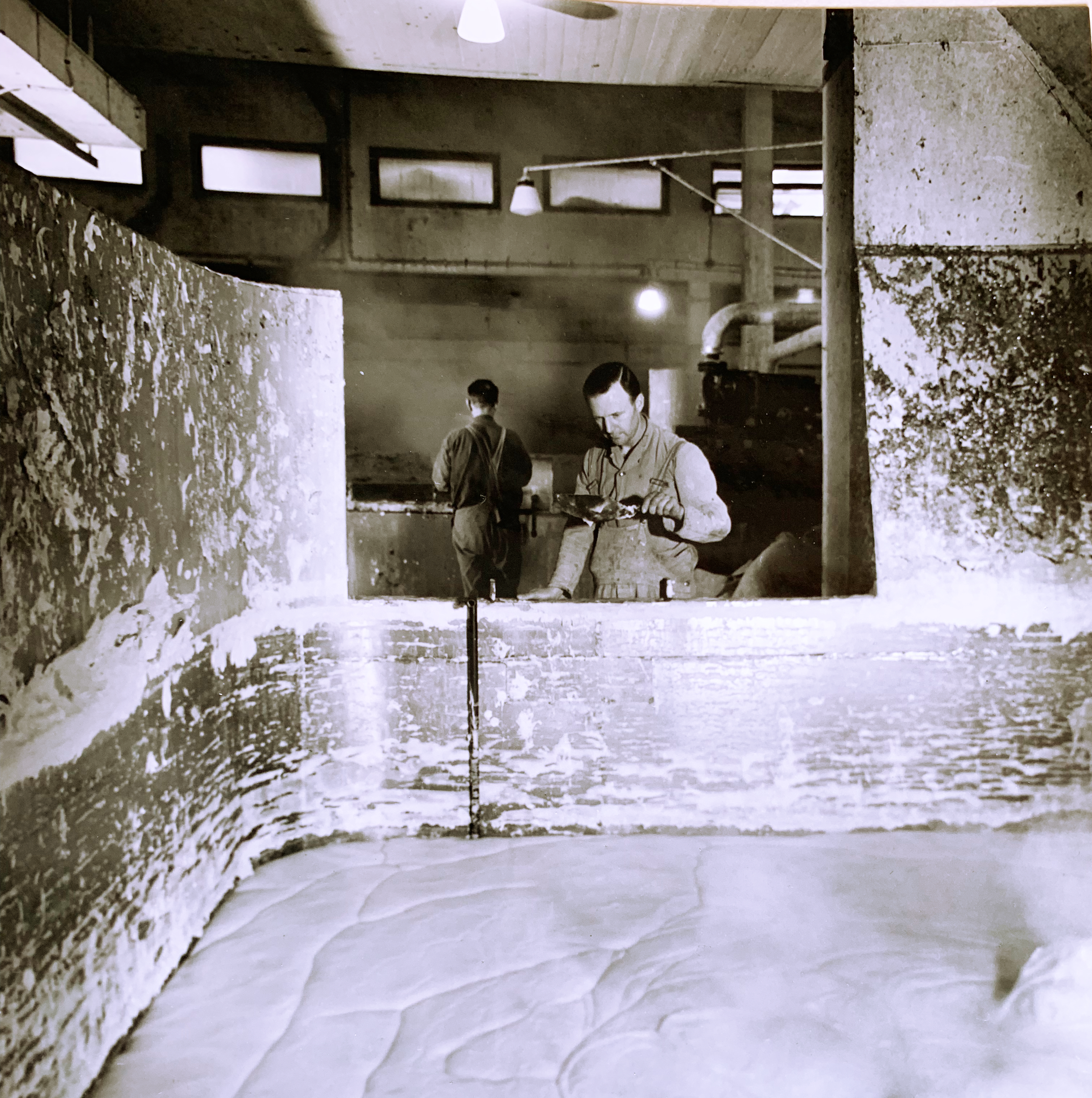

Fettfaten rullas fram och töms sedan med hjälp av ånga inne i utsmältnings- och bleknings-avdelning. Lukten inne på avdelningen var frän och satt fast i huden och i kläderna på personalen som jobbade där. Efter att fettet har smälts så skickas den vidare till blekningskärlet, där den bleks. Sedan kyls den ned i laboratoriet, där görs en färgkontroll på det blekta fettet. När färgen har godkänts pumpas fettet till kokeriet. Fettet kokas av experter i kokeriet, under kokandet så ställer man en spade på kanten av kärlet och läser av tvålens kvalité. Sedan måste tvålen torkas och detta sker i torkskåpet. Tvålspånen åker på band inne i det uppvärmda skåpet efter att de har hyvlats av från en kyld vals. Tvålen blandas med färg och parfym, parfymering var en viktig del av processen då tvålen för sig självt luktar starkt av musk. Sedan vidtas en omständlig procedur och tvålen körs upprepade gånger mellan valsarna. Därefter skickas tvålen vidare till stångpressen och de skurna tvål ämnena läggs i tvålställ och täcks för att behålla formen. Färdiga tvålarna rensas för hand med hjälp av knivar och nästa steg blir polering, även detta sker för hand. I slutändan går tvålen vidare till inslagning och packas för hand. Från fett till tvål (mitten av 1920-talet).

### Produktionen
När Lever Brothers startade tvålfabriken Sunlight i Nyköping var målet att öka produktionen successivt för att sedan kunna exportera tvål till hela Europa. Redan vid starten under 1920-talet så var produktionen av tvål ungefär 200 ton per år. Under tidens gång så hade fabriken expanderats vilket ledde till att fler avdelningar skapades. Under 1940-talet hade produktionen växt upp till 40 ton/vecka vilket motsvarar 2080 ton/år. Förfrågan på tvålen växte och tillverkningen ökade med full fart, anläggningen Sunlight i Nyköping kunde inte producera så stor mängd för att kunna exportera till hela Europa. Anledning till att de inte kunde tillverka tillräckligt mycket tvål, som skulle kunna tillgodose efterfrågan, var att själva fabriken inte var tillräckligt stor, därför slutade tvålen att tillverkas 1985 i fabriken och lades slutligen ned år 1992.

### Pionjärer inom marknadsföring
I början var det svårt att få svenskarna att köpa produkter från Sunlight på grund av svenskarnas vanor och starka konkurrenter. En av orsakerna var att man inte lyckats introducera den nya Sunlight-tvålen för svenskarna, i Sverige användes mest såpa för den personliga hygienen och tvätten kokades. Detta är under samma tidsperiod som Lort-Sverige publicerades. År 1924, då företaget varit etablerat i Sverige i 13 år hade det kostat det engelska moderföretaget 1 miljon pund. När man skulle lansera LUX-toalettvål på den svenska marknaden, vilken hade gjort succé i USA, gick man ut hårt med marknadsföring. Sunlight hade en stor marknadsföringsavdelning med 14 anställda. Förutom bland annat skyltmaterial och annonsering i pressen distribuerades det tvålar gratis till 28 000 handlare, sammanlagt 336 000 tvålar. Detta var en otroligt kostsam marknadsföring som gav upphov till talesättet att: “Sunlight annonserar för 1 miljon och säljer för en halv.” Trots sitt försök att göra LUX Toalettvål till en storsäljare i Sverige blev hela pådraget ett stort fiasko. Bl.a därför att man försökte kompensera för den dyra marknadsföringen genom att höja priset på LUX som kostade en hel krona jämfört med konkurrenten Palmolive som kostade 75 öre, och kunderna som köpte LUX upplevde en lukt av stall. Det hade gått fel vid parfymeringen i tillverkningsprocessen och tvålen gick inte att använda.

### Radion gav en ekonomisk stabilitet

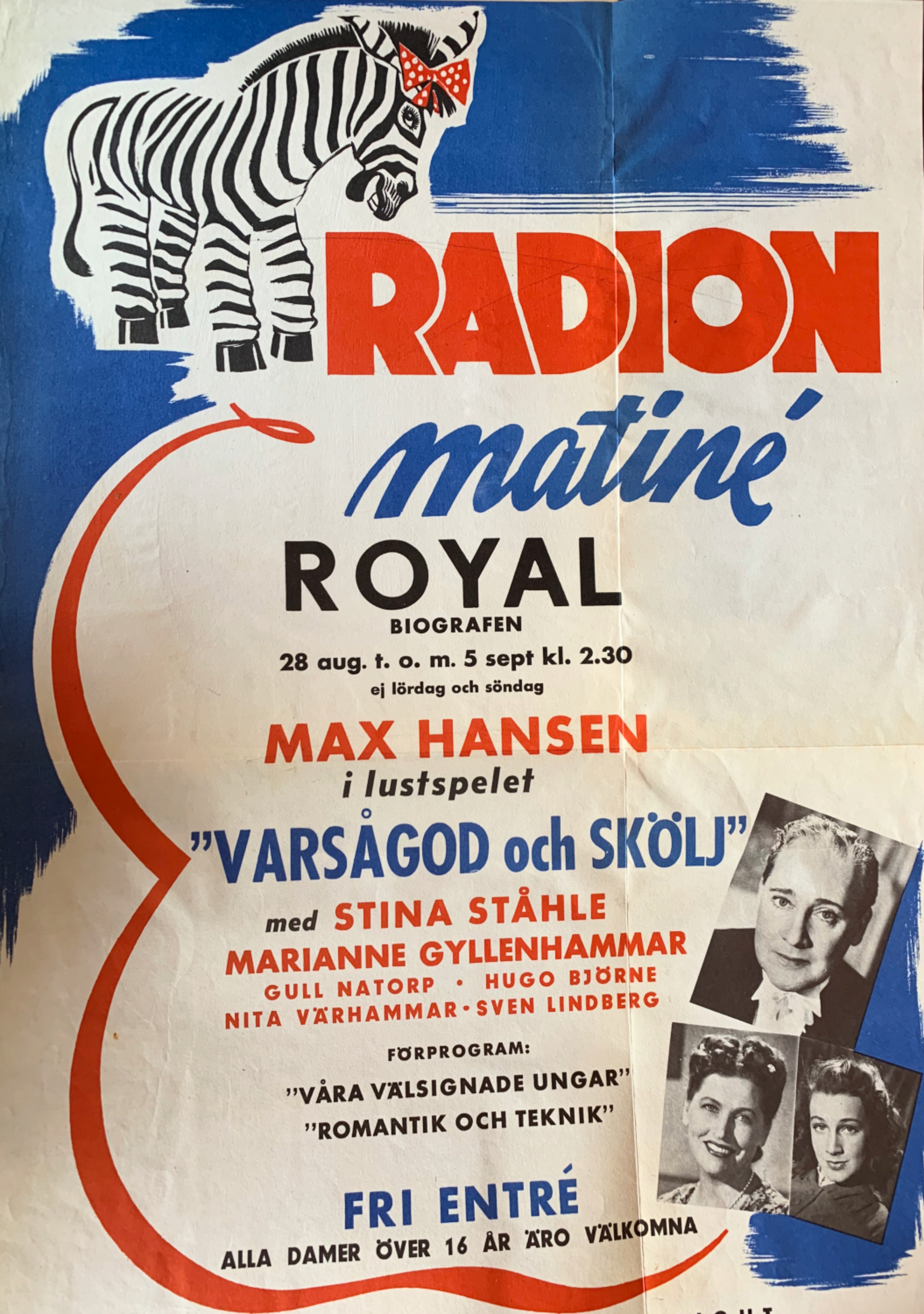

Efter många år av att ha gått med förlust hade man viss framgång med att sälja tvättmedel. Radion som skulle konkurrera med tvättmedlet Persil, vilket i stort sett hade monopol på marknaden, introducerades. Radion tvåltvättpulver hade haft några tveksamma år efter lansering 1936. Sakta men säkert så började det stabilisera sig på marknaden och blev sedan ett av de mest bärande märkarna i Sunlights historia. 
Marknadsföringen för Radion var liksom Lux-Toalettvål enormt påkostad. En omfattande reklamkampanj med bl.a flygplan som flög över Stockholm med banderoller, den första i sitt slag i Sverige. Från Katarinahissen släpptes 3000 ballonger som vardera hade ett presentkort för Radion fastsatt. Det lanserades även en matiné som var tillägnad Radion. Syftet var att “upplysa så mycket som möjligt om vårt tvättmedel Radion” som det står skrivet av reklamavdelningen på Sunlight på ett officiellt  s.k "Hälsningsord till affärsmän vid Radion-Matinén". I samma brev står skrivet att de riktar sig till kvinnor, “feltvätterskor” , som använder gamla metoder att tvätta med nya moderna tvättmedel. De skulle erbjuda guidning och utbildning för hemmets kvinnor. 

### Från tvålfabrik till hotellverksamhet
Den 27 mars 1987 bytte Sunlight namn till Lever. Då var Rolf Lindman VD för bolaget. Ledningen meddelade 1992 de anställda att fabriken skulle läggas ned den 1 juli. Sedan köptes byggnaden av Göran Rosén och byggdes om till ett hotell. Hotellet har fortfarande namnet Sunlight. Än i dag syns Sunlight-skylten i stadsdelen Väster i Nyköping.